# 烏来瀑布
烏来瀑布（ウライばくふ、繁体字台湾語: 烏來瀑布、拼音: Wūlái Pùbù）は、台湾新北市烏来区にある滝である。滝の落差は約80メートル。雲仙瀑布、白糸瀑布の別名がある。

## 施設
展望デッキが備えられている。 

## 交通手段
滝のふもとに烏来観光トロッコの滝駅がある。 